# Filoctetes (obra)
Filoctetes (del griego: Φιλοκτήτης / Philoktētēs) es una tragedia griega de Sófocles representada por primera vez en el festival de las Dionisias del año 409 a. C., en el que obtuvo el primer premio. La historia tiene lugar durante la guerra de Troya (después de los acontecimientos de la Ilíada, y antes del saqueo de Troya). En ella se describe el intento de Odiseo y Neoptólemo de llevar a Filoctetes a Troya desde la isla de Lemnos.

## Personajes
- Odiseo
- Neoptólemo
- Coro de marineros
- Filoctetes
- Un espía, disfrazado de mercader
- Heracles

## Argumento
Odiseo y Neoptólemo llegan a la isla con el propósito de llevar con ellos a Filoctetes al sitio de Troya. Odiseo comunica su plan a Neoptólemo: este debe fingir que ha reñido con los jefes del ejército griego y está en el camino de vuelta a casa, colmar de insultos a Odiseo y tratar de apoderarse del arco. Filoctetes, una vez recuperado el arco, se apresta a disparar sobre Odiseo, pero Neoptólemo lo impide, esforzándose, de nuevo, en convencer a Filoctetes de que los acompañe hasta Troya. Tampoco lo consigue, decidiendo, aunque de mala gana, mantener la promesa de conducir a Filoctetes a Grecia. En ese punto, surge Heracles desde el reino de los muertos y revela que el designio de Zeus sobre Filoctetes es que vaya a Troya con Neoptólemo. Filoctetes, entonces, se somete a la voz de aquel a quien no puede desobedecer.